# Ledge Point
Ledge Point est une bourgade côtière à 105 km au nord de Perth (Australie-Occidentale). Elle a été établie pour maintenir la pêche locale et les industries de langouste. Sa population s'élevait à 156 habitants en 2006.
Le nom de la ville provient d'une caractéristique côtière proche, une série de rebords rocheux qui ont été décrits dans une enquête hydrographique de 1875.

## Sources
- (en) Cet article est partiellement ou en totalité issu de l’article de Wikipédia en anglais intitulé « Ledge Point, Western Australia » (voir la liste des auteurs).